# Osan'gar
Osan'gar is in de boekenserie het Rad des Tijds, geschreven door Robert Jordan, een van de vier "nieuwe Verzakers", Verzakers die door de Duistere uit de dood zijn teruggehaald.
Osan'gar is vernoemd naar een van de twee vergiftigde dolken die populair waren in de Eeuw der Legenden, in de lange sociale neerval tussen het boren van de Bres en het begin van de Oorlog van de Schaduw.
Osan'gar werd door de Duistere teruggehaald uit de dood. Voor deze daad was hij de Verzaker Aginor, aangezien hij zich herinnert dat hij Trolloks en Myrddraal heeft geschapen in de Eeuw der Legenden.
Osan'gar deed zich enkele maanden voor als de Asha'man Corlan Dashiva, die bij Rhand Altor in Illian en Altara vocht tegen Sammael en de Seanchanen. Uiteindelijk mislukte zijn aanslag in Cairhien tegen de Herrezen Draak en vluchtte hij samen met enkele Duistervrienden onder de Asha'man weg. Zijn volgelingen werden in Far Madding gedood en Osan'gar zelf volgde even later tijdens het schoonmaken van Saidin in Shadar Logoth.